# Hughson
Hughson è una città degli Stati Uniti d'America situata nella Contea di Stanislaus, nello Stato della California.